# Diario Democracia

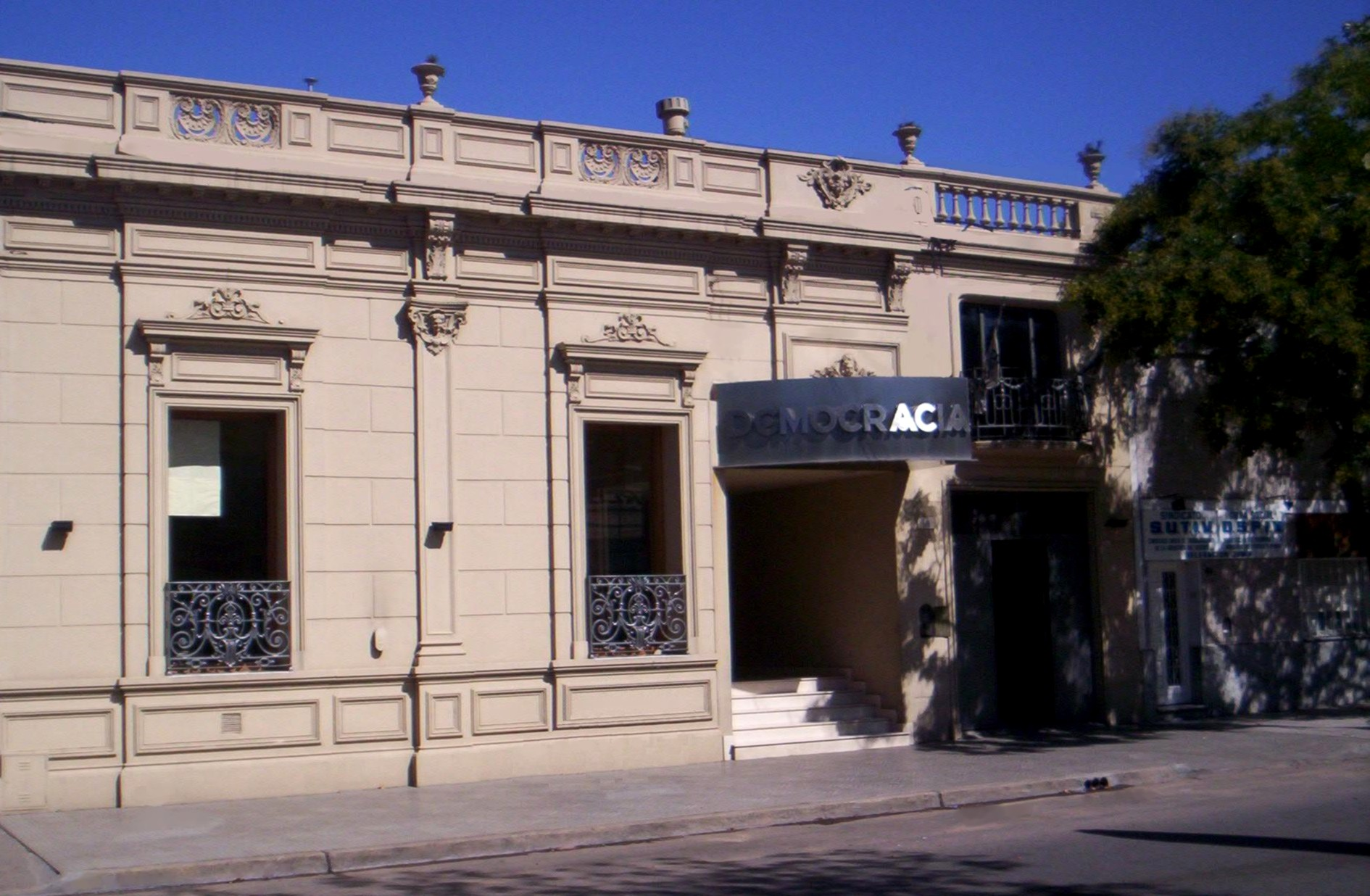
Fachada del edificio del diario Democracia, en Junín, Argentina.

Democracia es un diario de la ciudad de Junín, provincia de Buenos Aires, Argentina, cuyo primer ejemplar se editó el 17 de octubre de 1931. Llega a 40 localidades del noroeste bonaerense tiene on rotativas offset desde 1981 e imprime a todo color y mantiene una línea coherente con los principios democráticos que dieron lugar a su nacimiento.

## Historia
El diario Democracia fue fundado el 17 de octubre de 1931 por el abogado Moisés Lebensohn, intelectual que inspiraría en la década siguiente los lineamientos del Movimiento de Intransigencia y Renovación del radicalismo. En 1949 lideró el bloque de la Unión Cívica Radical (UCR) en la convención constituyente reunida ese año, y presidía la Convención Nacional de la UCR cuando falleció, a los 45 años, el 14 de junio de 1953.
El diario hizo una intensa campaña contra el fraude electoral, la corrupción y las políticas  de los gobiernos de la llamada década infame. Durante la guerra civil española iniciada en 1936 tuvo una posición favorable al bando republicano, organizó actos de adhesión y colaboró con los movimientos que se solidarizaban con el mismo.
Lo sucedió entonces en la dirección del diario su viuda, la señora Dora Dana de Lebensohn. Actualmente dirige la publicación su hijo, el abogado Héctor Moisés Lebensohn. En enero de 1950, durante la primera presidencia de Juan Domingo Perón,  fue clausurado por la comisión bicameral hasta febrero de 1951. En enero de 2006 lanzó su sitio web
Posteriormente sucedió a Dora Lebensohn en la dirección el abogado Héctor Lebensohn. En septiembre de 2015 el diario denunció que el intendente de Junín Mario Meoni le había comunicado que “cortaba toda publicidad por estar disgustado con las dos últimas tapas de Democracia”, lo que fue repudiado por la Cámara de Diarios y Periódicos Pymes de la Provincia de Buenos Aires como un ataque a la libertad de prensa.